# Bernard z Hardeggu

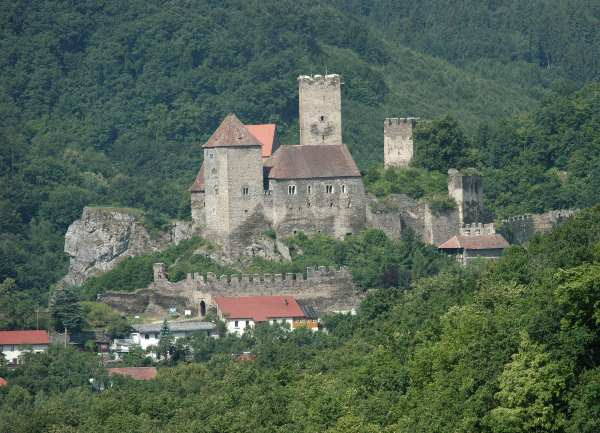
Hrad Hardeg, sídlo hrabat z Hardegu

Bernard z Hardeggu nebo počeštěně z Hardeka (německy Bernhard von Hardegg, asi 1535 – 23. srpna 1584, Praha) byl česko-rakouský šlechtic z hraběcího rodu Hardeků původem z Kladska a Machlande v Dolním Rakousku.

## Život
Narodil se jako nejstarší z pěti synů hraběte Julia I. z Hardeka († 1557/1559) a jeho manželky hraběnky Gertrudy z Ebersteinu (1512–1551), dcery hraběte Bernarda III. z Ebersteinu (1459 – 1526) a Kunigundy z Waldburg-Sonnenbergu (1482–1538), dcery hraběte Eberharda II. z Waldburg-Sonnenbergu († 1483) a hraběnky Anny z Fürstenbergu († 1522).
Jeho děd Jindřich I. hrabě z Hardegg-Glatz-Machlandu († 1513) sloužil císařům Fridrichovi III. a Maxmiliánovi I. Zastával úřad císařského radou, stal se císařským guvernérem Itálie a velitelem císařského pluku, obdržel roku 1493 hrabství a hrad hrad Hardek a od roku 1495 držel hraběcí titul z Hardegu a od roku 1499. Císařský hrabě Hardeg v Glatz a v Mahlande.

## Rodinné jméno
Bernard z Hardeka se dne 1. února 1568 oženil s Annou Zuzanou z Lichtenštejna (* 22. května 1549; † 1596 nebo 27. dubna 1613), dcerou Jiřího Hartmanna z Lichtenštejna-Valtic (1513 – 1562) a jeho ženy Zuzany z Lichtenštejna (1595). Měli dvě dcery:  
- Ester z Hardeka (asi 1567–1614), provdaná od 23. ledna 1586 za sv. pána Kryštofa Viléma z Zelkingu (1575 – 27. dubna 1631, Vídeň)
- Matylda z Hardeka (asi 1575 – 14. září 1602), provdaná asi od roku 1597 za hraběte Jana z Kunčic (asi 1571 – 19. listopadu 1615)